# Guignen
Guignen (en bretó Gwinien, en gal·ló Ginyen) és un municipi francès, situat a la regió de Bretanya, al departament d'Ille i Vilaine. L'any 2006 tenia 3.041 habitants.

## Demografia
| 1962                                       | 1968  | 1975  | 1982  | 1990  | 1999  | 2001  |
| ------------------------------------------ | ----- | ----- | ----- | ----- | ----- | ----- |
| 1.586                                      | 1.713 | 1.780 | 1.933 | 2.146 | 2.424 | 2.461 |
| Des de 1962: població sense dobles comptes |       |       |       |       |       |       |

## Administració
| Període   | Identitat             | Partit |
| --------- | --------------------- | ------ |
| 1989-1995 | Robert Julien         |        |
| 1995-2001 | Michel Monnier        |        |
| 2001-2002 | Jacqueline Reverdy    |        |
| 2002-     | Jean-Pierre Letournel |        |